# نورداویا
نورداویا (به انگلیسی: Nordavia) یک شرکت هواپیمایی با کد یاتا 5N است. دفتر مرکزی نورداویا در فرودگاه تالاگی واقع شده‌است و به ۲۱ مقصد، پرواز انجام می‌دهد.